# بيلي أوستين
بيلي أوستين (بالإنجليزية: Billy Austin)‏ هو لاعب كرة قدم أمريكية أمريكي، ولد في 8 مارس 1975 في واشنطن العاصمة في الولايات المتحدة.

## وصلات خارجية
- بيلي أوستين على موقع مرجع كرة القدم المحترفة.كوم (الإنجليزية)